# Данилова, Яна Андреевна
Яна Андреевна Данилова (родилась 7 мая 1998 года в Тайге) — российская регбистка, нападающая. Член женских сборных России по регби-15 и регби-7, участница Олимпийских игр 2020 в Токио. Мастер спорта России международного класса.

## Биография
До прихода в регби занималась боксом, лёгкой атлетикой и санным спортом. В свободное время играла в футбол и отправилась в составе команды на чемпионат России в Крымск в качестве резервного вратаря. В Крымске познакомилась с регби и встретилась с массажистом сборной России Дмитрием Иконниковым, в 2017 году стала игроком команды «РГУТИС-Подмосковье». Первый тренер — Андрей Кузин. Трёхкратная чемпионка России, обладательница Кубка России по регби-7 2019 года (автор победной попытки в овертайме). В регби-15 играет за «ВВА-Подмосковье».
В составе женской сборной России по регби-7 — чемпионка Европы 2018, 2019 и 2021 годов (участница этапов в Лиссабоне и Москве), бронзовый призёр летней Универсиады 2019 года по регби-7 в Неаполе (представляла Московскую международную академию). В 42 играх Мировой серии набрала 35 очков (7 попыток). В составе сборной по регби-15 стала бронзовым призёром чемпионата Европы 2019 года.
В 2020 году приняла участие в совместном фотопроекте компании Bosco со Снежанной Кульковой, Дарьей Шестаковой, Тагиром Гаджиевым, Василием Артемьевым, Юрием Кушнарёвым, Владимиром Остроушко и Германом Давыдовым. В 2021 году участвовала в регбийном турнире Олимпиады в Токио.
В 2023 году вместе с фотографом Сергеем Скрини Яна совершила путешествие по ЮАР, Намибии, Ботсване и Замбии, готовясь к съёмкам документального фильма о детской регбийной команде из Замбии.
Увлекается катанием на сноуборде, парашютным спортом (первый прыжок совершила в возрасте 18 лет).